# Eichenberg, Vorarlberg
Eichenberg är en ort och kommun i distriktet Bregenz i förbundslandet Vorarlberg i Österrike.